# Anablepia granulata
Anablepia granulata är en insektsart som först beskrevs av Willy Adolf Theodor Ramme 1929.  Anablepia granulata ingår i släktet Anablepia och familjen gräshoppor. Inga underarter finns listade i Catalogue of Life.